# Anolis bremeri
Espèce
Synonymes
- Norops bremeri (Barbour, 1914)
- Norops bremeri bremeri (Barbour, 1914)
- Norops bremeri insulaepinorum (Garrido, 1972)

Anolis bremeri est une espèce de sauriens de la famille des Dactyloidae. 

## Répartition
Cette espèce est endémique de Cuba. Elle se rencontre dans la province de Pinar del Río et dans l'Île de la Jeunesse.

## Liste des sous-espèces
Selon The Reptile Database (17 décembre 2013) :
- Anolis bremeri bremeri Barbour, 1914
- Anolis bremeri insulaepinorum Garrido, 1972

## Étymologie
Cette espèce est nommée en l'honneur de John Lewis Bremer (1874–1959). La sous-espèce Anolis bremeri insulaepinorum est nommée en référence au lieu de sa découverte, l'Île de la Jeunesse, autrefois nommée l'île des Pins.

## Publications originales
- Barbour, 1914 : A Contribution to the Zoögeography of the West Indies, with Especial Reference to Amphibians and Reptiles. Memoirs of the Museum of Comparative Zoölogy, vol. 44, no 2, p. 205-359 (texte intégral).
- Garrido, 1972 : Anolis bremeri Barbour (Lacertilia: Iguanidae) en el occidente de Cuba e Isla de Pinos. Caribbean Journal of Science, vol. 12, no 1/2, p. 59-77.